# Burøyna
Burøyna est une île norvégienne du comté de Vestland appartenant administrativement à Fedje.

## Description
Rocheuse et désertique désertique à l'exception d'une légère végétation, à fleur d'eau, elle s'étend sur environ 641 m de longueur pour une largeur approximative de 342 m. 